# Cliff Hagan
Clifford «Cliff» Oldham Hagan (Owensboro, Kentucky, 9 de diciembre de 1931) es un exjugador de baloncesto estadounidense que jugó durante 10 temporadas en la NBA, todas ellas en los St. Louis Hawks. Posteriormente jugó en la ABA, donde desarrolló funciones de jugador-entrenador de los Dallas Chaparrals durante tres temporadas más. Con 1,93 metros de altura, jugaba indistintamente en las posiciones de base o alero.

## Trayectoria deportiva

### Universidad

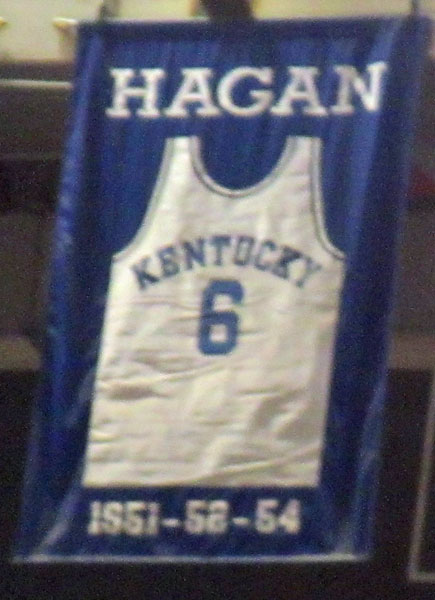
Camiseta de Hagan, retirada por Kentucky.

Jugó durante 3 temporadas con los Wildcats de la Universidad de Kentucky, a los que ayudó a conseguir el título de Campeón de la NCAA en su segundo año, en 1951, ganando a Kansas State en la final por 68-58, anotando 10 puntos en la final.
En el otoño de 1952 se destapó un asunto de apuestas ilegales que involucró a tres jugadores de los Wildcats (uno de los cuales fue compañero de Hagan en 1951), lo que acarreó una sanción de 4 años para la universidad. Hagan se graduó en 1953, y fue declarado elegible para el Draft de la NBA, pero a pesar de tener hueco en los profesionales, decidió volver a su equipo universitario. En el primer partido de la temporada de 1953, ante Temple, consiguió el récord de más puntos en un partido para un Wildcat con 51, que permaneció vigente hasta ser batido por Dan Issel en 1970. Tras acabar la fase regular, en la cual Hagan promedió 24,0 puntos por partido, con un balance perfecto de 25 victorias y 0 derrotas, con el número 1 del ranking de la Associated Press, la universidad recibió una invitación para participar en la fase final del torneo. Sin embargo fue rechazada, ya que según las normas de la NCAA los jugadores ya graduados no pueden participar en partidos de postemporada, y Kentucky tenía a tres de ellos.
Tras abandonar la universidad, Hagan se convirtió en el tercer máximo anotador de la misma, con 1475 puntos, y el segundo máximo reboteador, con 1035. Fue elegido en dos ocasiones All-American en 1952 y 1954 y en el mejor quinteto de la Southeastern Conference. Su camiseta con el número 6 fue retirada años después como homenaje.
En el total de su carrera colegial promedió 19,2 puntos  13,4 rebotes por partido.

### Profesional
Fue elegido en la decimonovena posición del Draft de la NBA de 1953 por Boston Celtics, pero no se incorporó a la liga hasta la temporada 1956-57, haciéndolo con los St. Louis Hawks, al ser traspasados sus derechos junto con los de Ed Macauley a cambio de Bill Russell. Tras un primer año titubeante, sin demasiadas opciones en la pista, en su segunda temporada consiguió el puesto de titular. Se convirtió, junto con Bob Pettit, en uno de los pilares del equipo, y juntos ganaron el primero de los 5 títulos de la Conferencia Este que lograron con ambos en el equipo, y además su único anillo de campeón de la NBA, tras derrotar a los Celtics por 4-2 en las Finales.
Fue elegido, durante 5 temporadas consecutivas (entre 1958 y 1962) para disputar el All-Star Game, y en dos ocasiones incluido en el 2.º mejor quinteto de la liga. Tras 10 temporadas, promedió 18,0 puntos, 6,9 rebotes y 3,0 asistencias por partido.

### Jugador-entrenador
Tras una temporada en blanco, en 1967 aceptó el puesto de jugador-entrenador de los Dallas Chaparrals de la ABA, liga que comenzó a funcionar esa misma temporada. En su primer partido en la nueva competición, anotó 40 puntos, y ese año fue elegido para jugar el primer All-Star Game de la misma. en sus tres temporadas promedió 15,1 puntos y 4,7 rebotes por partido, mientras que como entrenador ganó 109 partidos y perdió 90, llevando al equipo en dos ocasiones a los play-offs.

## Estadísticas de su carrera en la NBA
|  | Denota temporada en la que ganó un Campeonato de la NBA |
|  | Líder de la liga                                        |

### Temporada regular
| Año      | Equipo      | PJ  | MPP  | %TC  | %TL   | RPP  | APP | PPP  |
| -------- | ----------- | --- | ---- | ---- | ----- | ---- | --- | ---- |
| 1956–57  | St. Louis   | 67  | 14.5 | .361 | .690  | 3.7  | 1.3 | 5.5  |
| 1957–58  | St. Louis   | 70  | 31.3 | .443 | .768  | 10.1 | 2.5 | 19.9 |
| 1958–59  | St. Louis   | 72  | 37.5 | .456 | .774  | 10.9 | 3.4 | 23.7 |
| 1959–60  | St. Louis   | 75  | 37.3 | .464 | .803  | 10.7 | 4.0 | 24.8 |
| 1960–61  | St. Louis   | 77  | 35.1 | .444 | .820  | 9.3  | 4.9 | 22.1 |
| 1961–62  | St. Louis   | 77  | 36.2 | .470 | .825  | 8.2  | 4.8 | 22.9 |
| 1962–63  | St. Louis   | 79  | 21.7 | .465 | .800  | 4.3  | 2.4 | 15.5 |
| 1963–64  | St. Louis   | 77  | 29.6 | .447 | .813  | 4.9  | 2.5 | 18.4 |
| 1964–65  | St. Louis   | 77  | 22.6 | .436 | .799  | 3.6  | 1.8 | 13.0 |
| 1965–66  | St. Louis   | 74  | 25.0 | .445 | .854  | 3.2  | 2.2 | 13.7 |
| 1967–68  | Dallas(ABA) | 56  | 31.0 | .489 | .789  | 6.0  | 4.9 | 18.2 |
| 1968–69  | Dallas(ABA) | 35  | 16.5 | .510 | .854  | 2.9  | 3.5 | 11.1 |
| 1969–70  | Dallas(ABA) | 3   | 9.0  | .615 | .500  | 1.0  | 2.0 | 5.7  |
| Total    | Total       | 839 | 28.7 | .454 | .799  | 6.6  | 3.2 | 17.7 |
| All-Star | All-Star    | 5   | 17.8 | .324 | 1.000 | 3.0  | 2.2 | 6.2  |

##### Playoffs
| Año   | Equipo      | PJ | MPP  | %TC  | %TL  | RPP  | APP | PPP  |
| ----- | ----------- | -- | ---- | ---- | ---- | ---- | --- | ---- |
| 1957  | St. Louis   | 10 | 31.9 | .361 | .730 | 11.2 | 2.8 | 17.0 |
| 1958  | St. Louis   | 11 | 38.0 | .502 | .838 | 10.5 | 3.4 | 27.7 |
| 1959  | St. Louis   | 6  | 43.2 | .512 | .833 | 12.0 | 2.7 | 28.5 |
| 1960  | St. Louis   | 14 | 38.9 | .422 | .817 | 9.9  | 3.9 | 24.2 |
| 1961  | St. Louis   | 12 | 37.9 | .443 | .812 | 9.8  | 4.5 | 22.0 |
| 1963  | St. Louis   | 11 | 23.2 | .464 | .698 | 5.0  | 3.1 | 18.5 |
| 1964  | St. Louis   | 12 | 32.7 | .429 | .833 | 6.2  | 4.8 | 16.3 |
| 1965  | St. Louis   | 4  | 30.8 | .453 | .500 | 6.5  | 1.8 | 18.5 |
| 1966  | St. Louis   | 10 | 20.0 | .454 | .926 | 3.4  | 1.8 | 11.3 |
| 1968  | Dallas(ABA) | 3  | 23.3 | .378 | .692 | 4.3  | 3.0 | 12.3 |
| 1969  | Dallas(ABA) | 2  | 22.5 | .357 | .800 | 3.0  | 7.0 | 9.0  |
| Total | Total       | 95 | 32.4 | .451 | .798 | 8.0  | 3.5 | 19.9 |

## Logros y reconocimientos
Universidad
- Campeón de la NCAA (1951)
- 1.er equipo All-American consensuado (1952, 1954)

NBA
- Campeón de la NBA (1958)
- All Star de la NBA (1958, 1959, 1960, 1961 y 1962)
- All Star de la ABA (1968)
- 2.º mejor quinteto de la NBA (1958 y 1959)

### Honores
- En 1977 fue incluido en el selecto Basketball Hall of Fame como jugador.[6]
- En 1993 la Universidad de Kentucky puso su nombre al estadio de béisbol donde juegan los Wildcats, pasando a denominarse Cliff Hagan Stadium.[7]

### Partidos ganados sobre la bocina
|      | con St. Louis Hawks          |
| (PO) | Denota un partido de PlayOff |

| Número | Tiro               | Margen | Resultado | Oponente           | Fecha                 |
| ------ | ------------------ | ------ | --------- | ------------------ | --------------------- |
| 1 (PO) | Tiro en suspensión | Empate | 94-96     | Boston Celtics     | 11 de abril de 1957   |
| 2      | Tiro en suspensión | Empate | 132-130   | Syracuse Nationals | 11 de marzo de 1959   |
| 3      | Tiro en suspensión | -1     | 103-102   | New York Knicks    | 13 de febrero de 1963 |
| 4      | Tiro en suspensión | Empate | 109-107   | Los Angeles Lakers | 6 de marzo de 1965    |